# 永广高速铁路
永州至广州高速铁路（简称“永广高速铁路”），又称永州经清远至广州铁路（“永清广铁路”）、广州至清远至永州高速铁路（“广清永高速铁路”），是中国一条连接湖南省永州市、广东省清远市和广州市之间的高速铁路。线路北起永州站连接在建邵永高速铁路，途径湘粤两省三市多个县（市、区），南至广州北站。

## 历史
2021年3月，湖南省人民政府印发《湖南省国民经济和社会发展第十四个五年规划和二〇三五年远景目标纲要》文中永清广铁路列入湖南省对接粤港澳大湾区行动计划之首。4月，广东省人民政府印发《广东省国民经济和社会发展第十四个五年规划和2035年远景目标纲要》，文内提及规划研究广州至清远铁路延伸至永州。8月，湖南省人民政府办公厅印发《湖南省“十四五”现代化综合交通运输体系发展规划》，永州经清远至广州高速铁路被列入湖南省“十四五”铁路建设重点工程之中。9月，广东省人民政府办公厅印发《广东省综合交通运输体系“十四五”发展规划》，文中指出广州经清远至永州铁路将构建粤湘渝联络通道，同时兼顾兼顾京广高铁复线功能，与贵广客运专线一同组成广东省往成渝方向的高铁通道。
2024年5月，国铁集团开始为广清永高铁项目进行勘察设计招标。